# قره-یعقوبوو
قره-یعقوبوو (انگلیسی: Kara-Yakupovo) یک شهرک در شهرستان چیشمینسکی در استان باشقیرستان کشور روسیه است.